# 36.ª edición de los Premios Óscar
La 36.ª edición de los Óscar premió a las mejores películas de 1963. Organizada por la Academia de Artes y Ciencias Cinematográficas y presentada por Jack Lemmon, tuvo lugar en el Santa Monica Civic Auditorium de Santa Mónica (Estados Unidos) el 13 de abril de 1964. Sidney Poitier se convirtió en el primer actor de color que recibió un Óscar.

## Ganadores y nominados

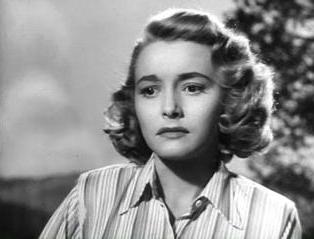
Patricia Neal ganó su único Óscar, como mejor actriz, por Hud.

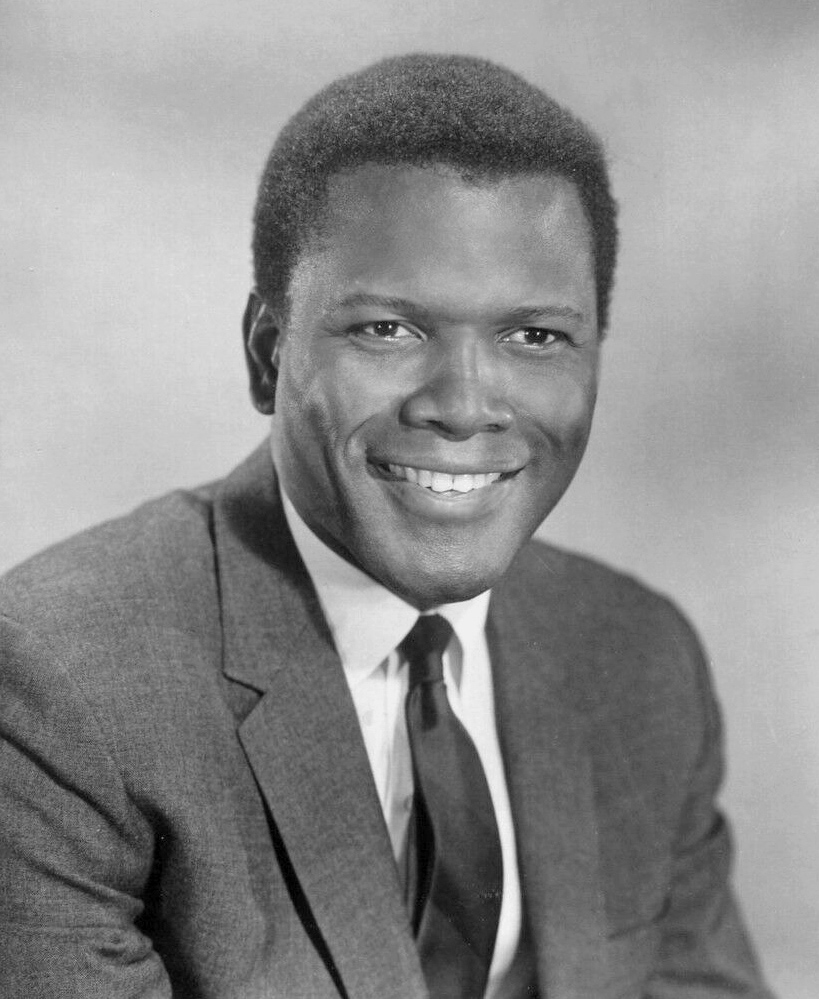
Sidney Poitier ganó el Óscar al mejor actor por Los lirios del valle.

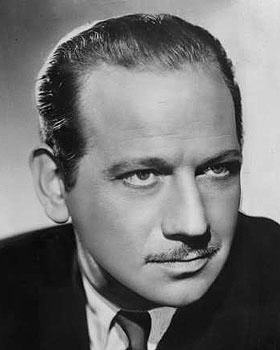
Melvyn Douglas ganó el Óscar al mejor actor de reparto por su actuación en Hud.

Indica el ganador dentro de cada categoría.
| Mejor película Presentado por: Frank Sinatra Tom Jones — Tony Richardson, productor - América, América — Elia Kazan, productor - Cleopatra — Walter Wanger, productor - How the West Was Won (La conquista del Oeste) — Bernard Smith, productor - Lilies of the Field (Los lirios del valle) — Ralph Nelson, productor | Mejor dirección Presentado por: Rita Hayworth Tony Richardson — Tom Jones - Elia Kazan — América, América - Otto Preminger — The Cardinal (El cardenal) - Federico Fellini — 8½ - Martin Ritt — Hud |
| Mejor actor Presentado por: Anne Bancroft Sidney Poitier — Lilies of the Field (Los lirios del valle) - Albert Finney — Tom Jones - Richard Harris — This Sporting Life (El ingenuo salvaje) - Rex Harrison — Cleopatra - Paul Newman — Hud | Mejor actriz Presentado por: Gregory Peck Patricia Neal — Hud - Leslie Caron — The L-Shaped Room (La habitación en forma de L) - Shirley MacLaine — Irma la Douce (Irma la dulce) - Rachel Roberts — This Sporting Life (El ingenuo salvaje) - Natalie Wood — Love with the Proper Stranger (Amores con un extraño) |
| Mejor actor de reparto Presentado por: Patty Duke Melvyn Douglas — Hud - Nick Adams — Twilight of Honor (A cualquier precio) - Bobby Darin — Captain Newman, M.D. (Capitán Newman) - Hugh Griffith — Tom Jones - John Huston — The Cardinal (El cardenal) | Mejor actriz de reparto Presentado por: Ed Begley Margaret Rutherford — The V.I.P.s (Hotel Internacional) - Diane Cilento — Tom Jones - Edith Evans — Tom Jones - Joyce Redman — Tom Jones - Lilia Skala — Lilies of the Field (Los lirios del valle) |
| Mejor argumento y guion escritos directamente para la pantalla Presentado por: Jack Lemmon y Edward G. Robinson How the West Was Won (La conquista del Oeste) — James R. Webb - América, América — Elia Kazan - Love with the Proper Stranger (Amores con un extraño) — Arnold Schulman - Le quattro giornate di Napoli (Los cuatro días de Nápoles) — Pasquale Festa Campanile, Vasco Pratolini, Carlo Bernari, Massimo Franciosa y Nanni Loy - 8½ — Federico Fellini, Ennio Flaiano, Tullio Pinelli y Brunello Rondi                                                                      | Mejor guion basado en material de otro medio Presentado por: Edward G. Robinson Tom Jones — John Osborne - Les dimanches de Ville d'Avray (Sibila) — Serge Bourguignon y Antoine Tudal - Lilies of the Field (Los lirios del valle) — James Poe - Hud — Irving Ravetch y Harriet Frank Jr. - Captain Newman, M.D. (Capitán Newman) — Richard L. Breen, Phoebe Ephron y Henry Ephron |
| Mejor cortometraje Presentado por: Shirley MacLaine An Occurrence at Owl Creek Bridge - Paul de Roubaix y Marcel Ichac - The Concert - Ezra Baker - Home-Made Car - James Hill - Six-Sided Triangle - Christopher Miles - That's Me - Walker Stuart | Mejor cortometraje animado Presentado por: Shirley MacLaine The Critic - Ernest Pintoff - Automania 2000 - John Halas - The Game - Dusan Vukotic - My Financial Career - Colin Low y Tom Daly - Pianissimo - Carmen D'Avino |
| Mejor documental largo Presentado por: Debbie Reynolds Robert Frost: A Lover's Quarrel With the World - Robert Hughes - Le Maillon et la Chaine - Paul de Roubaix - The Yanks Are Coming - Marshall Flaum - Terminus | Mejor documental corto Presentado por: Debbie Reynolds Chagall - Simon Schiffrin - The Five Cities of June - George Stevens, Jr. - The Spirit of America - Algernon G. Walker - Thirty Million Letters - Edgar Anstey - To Live Again - Mel London |
| Mejor película de habla no inglesa Presentado por: Julie Andrews 8½, de Federico Fellini ( Italia) - El cuchillo en el agua (Nóż w wodzie) , de Roman Polański (Polonia) - Los Tarantos, de Francisco Rovira Beleta (España) - Koto, de Noboru Nakamura (Japón) - Ta Kokkina fanaria, de Vasilis Georgiadis (Grecia) | Mejor montaje Presentado por: Sidney Poitier How the West Was Won (La conquista del Oeste) — Harold F. Kress - The Cardinal (El cardenal) — Louis R. Loeffler - Cleopatra — Dorothy Spencer - The Great Escape (La gran evasión) — Ferris Webster - It's a Mad, Mad, Mad, Mad World (El mundo está loco, loco, loco) — Frederic Knudtson, Robert C. Jones y Gene Fowler Jr. |
| Mejor banda sonora – sustancialmente original Presentado por: Sammy Davis Jr. Tom Jones — John Addison - Cleopatra – Alex North - How the West Was Won (La conquista del Oeste) – Alfred Newman y Ken Darby - 55 Days at Peking (55 días en Pekín) – Dimitri Tiomkin - It's a Mad, Mad, Mad, Mad World (El mundo está loco, loco, loco) – Ernest Gold | Mejor orquestación de música – adaptación o tratamiento Presentado por: Sammy Davis Jr. Irma la Douce (Irma la dulce) — André Previn - Bye Bye Birdie (Un beso para Birdie) – John Green - A New Kind of Love (Samantha) – Leith Stevens - Les dimanches de Ville d'Avray (Sibila) – Maurice Jarre - The Sword in the Stone (Merlín el encantador) - George Bruns |
| Mejor canción original Presentado por: Shirley Jones «Call Me Irresponsible» de Papa's Delicate Condition; compuesta por Jimmy Van Heusen y Sammy Cahn - «Charade» de Charade (Charada); compuesta por Henry Mancini y Johnny Mercer - «It's A Mad, Mad, Mad, Mad World» de It's a Mad, Mad, Mad, Mad World (El mundo está loco, loco, loco); compuesta por Ernest Gold y Mack David - «More» de Mondo Cane (Este perro mundo); compuesta por Riz Ortolani y Nino Oliviero - «So Little Time» de 55 Days at Peking (55 días en Pekín); compuesta por Dimitri Tiomkin y Paul Francis Webster | Mejor sonido Presentado por: Steve McQueen How the West Was Won (La conquista del Oeste) — Franklin E. Milton y el departamento de sonido de los estudios Metro-Goldwyn-Mayer - It's a Mad, Mad, Mad, Mad World (El mundo está loco, loco, loco) — Gordon E. Sawyer y el departamento de sonido del estudio Samuel Goldwyn - Bye Bye Birdie (Un beso para Birdie) — Charles Rice y el departamento de sonido de los estudios Columbia - Cleopatra — James P. Corcoran y el departamento de sonido de la 20th Century Fox y Fred Hynes y el departamento de sonido de Todd-AO - Captain Newman, M.D. (Capitán Newman) — Waldon O. Watson y el departamento de sonido de Universal City Studio |
| Mejor fotografía - Blanco y negro Presentado por: James Stewart Hud — James Wong Howe - The Balcony (El balcón) — George Folsey - The Caretakers (Los guardianes) — Lucien Ballard - Lilies of the Field (Los lirios del valle) — Ernest Haller - Love with the Proper Stranger (Amores con un extraño) — Milton Krasner | Mejor fotografía - Color Presentado por: James Stewart Cleopatra — Leon Shamroy - The Cardinal (El cardenal) — Leon Shamroy - How the West Was Won (La conquista del Oeste) — William H. Daniels, Milton Krasner, Charles Lang Jr. y Joseph LaShelle - Irma la Douce (Irma la dulce) — Joseph LaShelle - It's a Mad, Mad, Mad, Mad World (El mundo está loco, loco, loco) — Ernest Laszlo |
| Mejor dirección de arte - Blanco y negro Presentado por: Anne Baxter y Fred MacMurray América, América — Gene Callahan - Hud — Hal Pereira, Tambi Larsen, Sam Comer y Robert Benton - Fellini 8½ — Piero Gherardi - Love with the Proper Stranger (Amores con un extraño) — Hal Pereira, Roland Anderson, Sam Comer y Grace Gregory - Twilight of Honor (A cualquier precio) — George W. Davis, Paul Groesse, Henry Grace y Hugh Hunt | Mejor dirección de arte - Color Presentado por: Anne Baxter y Fred MacMurray Cleopatra — John DeCuir, Jack Martin Smith, Hilyard Brown, Herman Blumenthal, Elven Webb, Maurice Pelling, Boris Juraga, Walter Scott, Paul S. Fox y Ray Moyer - The Cardinal (El cardenal) — Lyle Wheeler y Gene Callahan - How the West Was Won (La conquista del Oeste) — George W. Davis, William Ferrari, Addison Hehr, Henry Grace, Don Greenwood Jr. y Jack Mills - Come Blow Your Horn (Gallardo y calavera) — Hal Pereira, Roland Anderson, Sam Comer y James Payne - Tom Jones — Ralph Brinton, Ted Marshall, Jocelyn Herbert y Josie MacAvin                                                         |
| Mejor diseño de vestuario - Blanco y negro Presentado por: Donna Reed 8½ — Piero Gherardi - Love with the Proper Stranger (Amores con un extraño) — Edith Head - The Stripper (Rosas perdidas) — William Travilla - Toys in the Attic (Cariño amargo) — Bill Thomas - Wives and Lovers (Ellas y las otras) — Edith Head | Mejor diseño de vestuario - Color Presentado por: Donna Reed Cleopatra — Irene Sharaff, Vittorio Nino Novarese y Renie - The Cardinal (El cardenal) — Donald Brooks - How the West Was Won (La conquista del Oeste) — Walter Plunkett - Il gattopardo (El gatopardo) — Piero Tosi - A New Kind of Love (Samantha) — Edith Head |
| Mejor efectos de sonido Presentado por: Steve McQueen It's a Mad, Mad, Mad, Mad World (El mundo está loco, loco, loco) — Walter G. Elliott - Águilas al acecho / Nido de águilas (A Gathering of Eagles) — Robert L. Bratton | Mejores efectos visuales Presentado por: Angie Dickinson Cleopatra — Emil Kosa Jr. - The Birds (Los pájaros) — Ub Iwerks |

## Premios y nominaciones múltiples
| Película                                                         | Nominaciones | Premios |
| ---------------------------------------------------------------- | ------------ | ------- |
| Tom Jones                                                        | 13           | 4       |
| Cleopatra                                                        | 9            | 4       |
| How the West Was Won (La conquista del Oeste)                    | 8            | 3       |
| Hud                                                              | 11           | 3       |
| Fellini 8½                                                       | 5            | 2       |
| It's a Mad, Mad, Mad, Mad World (El mundo está loco, loco, loco) | 6            | 1       |
| Lilies of the Field (Los lirios del valle)                       | 5            | 1       |
| América, América                                                 | 4            | 1       |
| Irma la Douce (Irma la dulce)                                    | 3            | 1       |
| The V.I.P.s (Hotel Internacional)                                | 1            | 1       |
| Papa's Delicate Condition                                        | 1            | 1       |
| The Cardinal (El cardenal)                                       | 6            | 0       |
| Love with the Proper Stranger (Amores con un extraño)            | 5            | 0       |
| Captain Newman, M.D. (Capitán Newman)                            | 3            | 0       |
| 55 Days at Peking (55 días en Pekín)                             | 2            | 0       |
| Twilight of Honor (A cualquier precio)                           | 2            | 0       |
| This Sporting Life (El ingenuo salvaje)                          | 2            | 0       |
| A New Kind of Love (Samantha)                                    | 2            | 0       |
| Les dimanches de Ville d'Avray (Sibila)                          | 2            | 0       |
| Bye Bye Birdie (Un beso para Birdie)                             | 2            | 0       |